# 因加 (巴西)
因加是巴西帕拉伊巴州的一个市镇。总面积197.9平方公里，总人口17129人，人口密度86.6人/平方公里。